# Nagydobos
Nagydobos är en ort i Ungern.   Den ligger i provinsen Szabolcs-Szatmár-Bereg, i den nordöstra delen av landet, 250 km öster om huvudstaden Budapest. Nagydobos ligger 116 meter över havet och antalet invånare är 2 282.
Terrängen runt Nagydobos är platt. Runt Nagydobos är det ganska tätbefolkat, med 54 invånare per kvadratkilometer. Närmaste större samhälle är Vásárosnamény, 7,6 km norr om Nagydobos. Trakten runt Nagydobos består till största delen av jordbruksmark.